# Дочери Рейна
Дочери Рейна (нем. Rheintöchter) — три нимфы из оперного цикла «Кольцо Нибелунга» Рихарда Вагнера. Их имена — Воглинда, Вельгунда и Флосхильда, однако действуют они обычно как единое целое. В «Золоте Рейна» они хранят золотой клад, покоящийся на дне реки. Один из нибелунгов — Альберих — тщетно пытается завоевать любовь дочерей Рейна: они выскальзывают у него из рук, насмехаясь над его неуклюжестью и безобразием. Из их весёлой болтовни Альберих узнаёт тайну клада: тот, кто скуёт из золота Рейна кольцо, станет властелином мира и обладателем несметных богатств.